# Бон-Репо-сюр-Блаве
Бон-Репо-сюр-Блаве (фр. Bon Repos sur Blavet) — новая коммуна на северо-западе Франции, находится в регионе Бретань, департамент Кот-д’Армор, округ Генган, кантон Ростренен.
Коммуна образована 1 марта 2017 года путем слияния коммун Ланиска, Перре и Сен-Жельван. Центром новой коммуны является Ланиска. От него к новой коммуне перешли почтовый индекс и код INSEE. На картах в качестве координат Бон-Репо-сюр-Блаве указываются координаты Ланиска.
Население (2016) — 1 279 человек.

## Достопримечательности
- Цистерцианское аббатство Норт-Дам де Бон-Репо в Сен-Жельване
- Церковь Святого Гильды в Ланиске
- Часовня Нотр-Дам в Ланиске

## Экономика
Уровень безработицы (2015 год) — 9,4 % (Франция в целом — 13,5 %, департамент Кот-д’Армор — 12,0 %). 

Среднегодовой доход на 1 человека, евро (2015 год) — 19 739 (Франция в целом — 20 150, департамент Кот-д’Армор — 20 064).

## Администрация
Первым мэром Бон-Репо-сюр-Блаве 1 марта 2017 года был избран социалист Мишель Андре (Michel André), с 2001 года занимавший пост мэра Сен-Жельвана.

## Фотогалерея

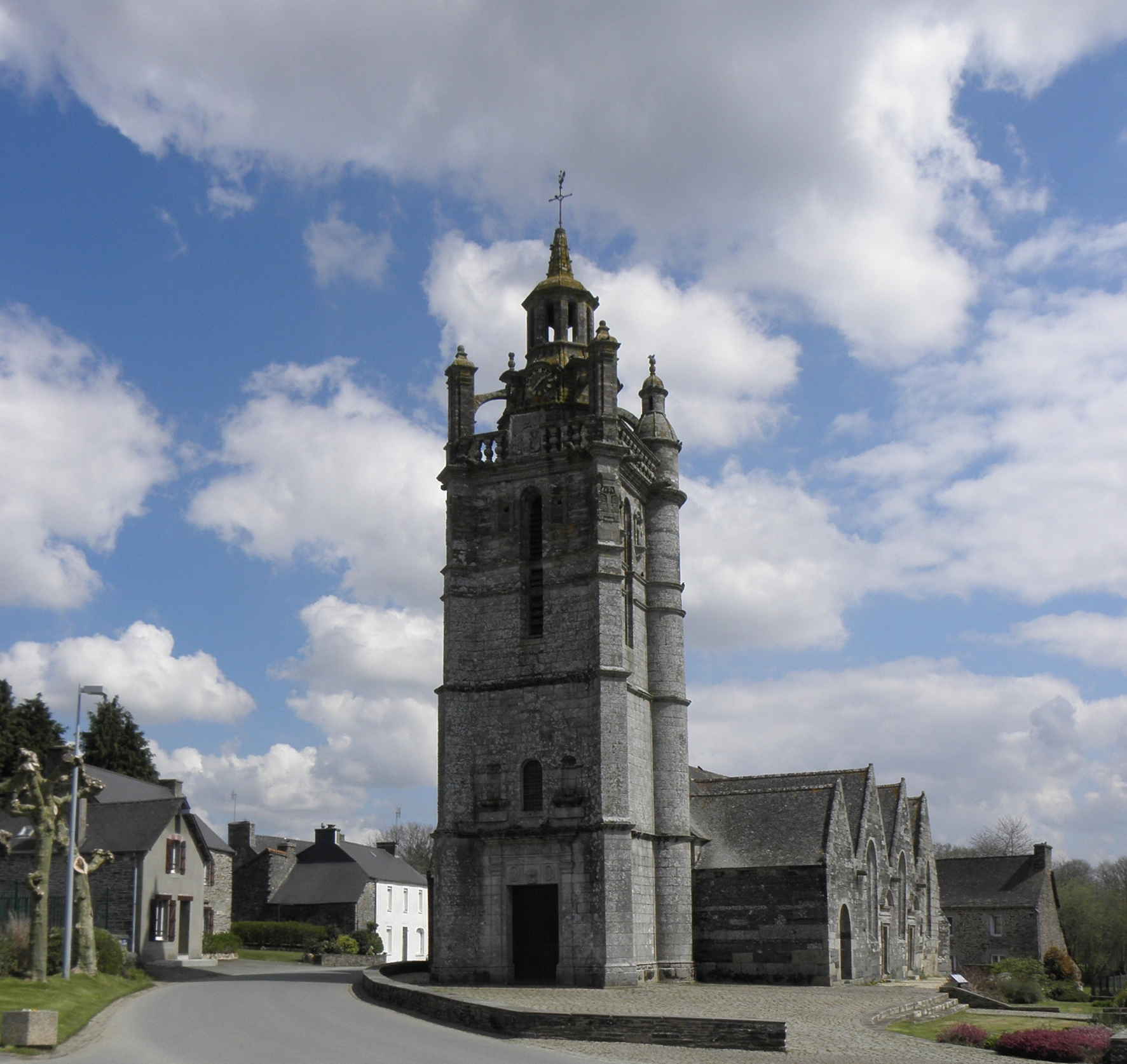
Церковь Святого Гильды
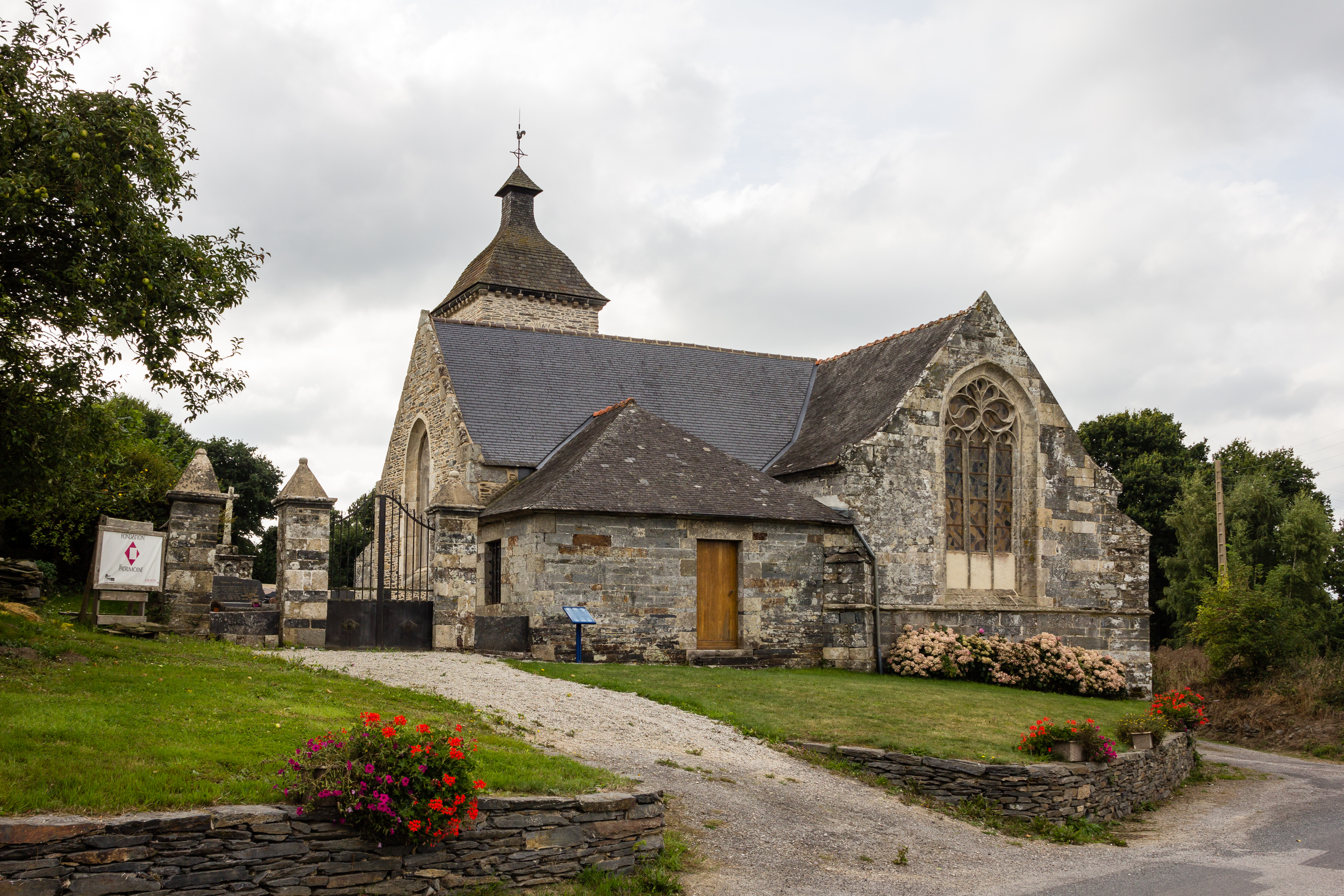
Часовня Нотр-Дам